# Aubrey K. Miller
Aubrey Kathryn Miller (* 8. August 2001) ist eine US-amerikanische Schauspielerin. Bekannt wurde sie vor allem durch ihre Rolle der Hannah Parker-Kent in Das geheimnisvolle Kochbuch.

## Leben
Aubrey Miller wurde am 8. August 2001 in Kalifornien geboren. Mit neun Jahren begann sie das professionelle Schauspiel. Ihre erste Rolle hatte sie in der Nickelodeon-Serie The Fresh Beat Band. Bekannt wurde sie vor allem durch ihre Rolle der Hannah Parker-Kent in Das geheimnisvolle Kochbuch. Außerdem verkörperte sie Megan Simms in der Disney-Serie Austin & Ally, Ellie in der Nickelodeon-Serie Sam & Cat sowie Emily in Shameless.
Neben der Schauspielerei singt und tanzt Miller außerdem. Privat engagiert sie sich als Tierschutzaktivistin und lebt vegan.

## Filmografie (Auswahl)
- 2010: My Name Is Khan als Studentin
- 2010: Anjaana Anjaani als Party-Kind
- 2011: The Fresh Beat Band als Jr. Kiki / Tänzerin
- 2011: The Voice als Tänzerin
- 2012: A Green Story als Little Elli
- 2012: Karate-Chaoten (Kickin' It) als Gracie Bell
- 2012: Austin & Ally als Megan Simms
- 2013: Sam & Cat als Ellie
- 2014: Shameless als Emily
- 2014: Californication als 11-jährige Becca
- 2014: Nicky, Ricky, Dicky & Dawn als Tess
- 2014: Little Savages als Winnie
- 2015–2019: Das geheimnisvolle Kochbuch (Just Add Magic) als Hannah Parker-Kent
- 2015: Spare Parts als Maddy
- 2015: Fresh Off the Boat als Kim[2]